# Educación intercultural bilingüe

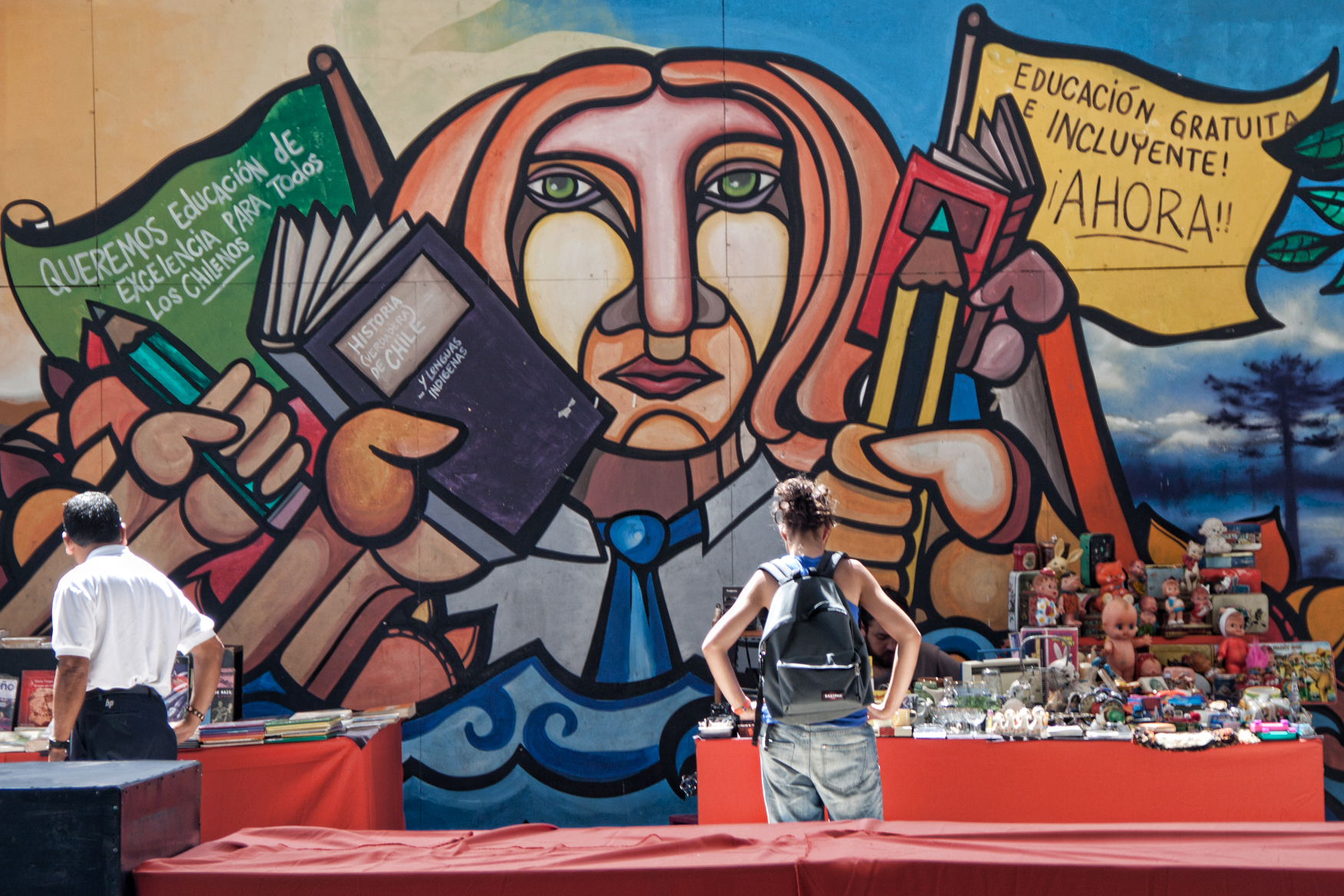
Educación para todos/as

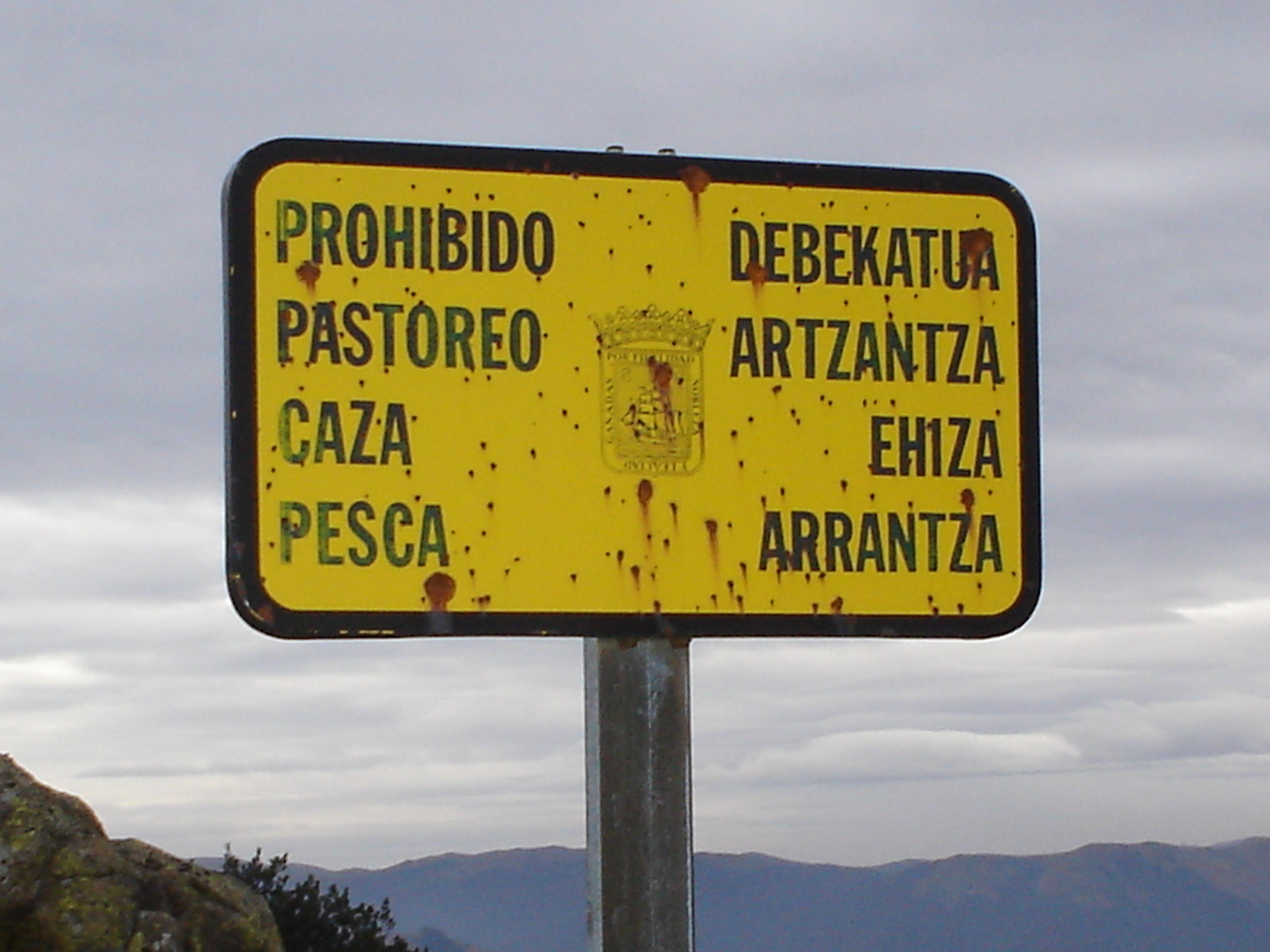

La educación intercultural bilingüe (EIB) o educación bilingüe intercultural (EBI) es un modelo de educación intercultural donde se enseña simultáneamente en dos idiomas en el contexto de dos culturas distintas. Este tipo de educación se puede implantar en varias situaciones, por ejemplo cuando en una sociedad existen dos culturas y dos idiomas en contacto, y cuando una institución se encarga de difundir su cultura fuera de su área original.
Se desarrolla al interior de las culturas. No en un aula, el aula es toda la comunidad. Se parte de la concepción de mundo, de cosmovisión, de la lógica y de los valores de los Pueblos Originarios.Tiene contenido de ambas culturas. Ve lo diferente como un derecho. Entiende lo cultural como conocimiento, como cosmovisión, como cultura material, como instituciones. En síntesis, considera lo cultural como parte de los derechos que ambas culturas tienen. La convivencia de los diversos conocimientos enriquece la identidad de los distintos pueblos.

## Tipos de Educación Intercultural Bilingüe
Podemos distinguir entre cuatro modelos o tipos de educación en contextos bilingües. Entre ellos, los primeros dos son modelos de asimilación a la lengua mayoritaria, mientras que los otros dos tienen un objetivo de multilingüismo y multiculturalidad.

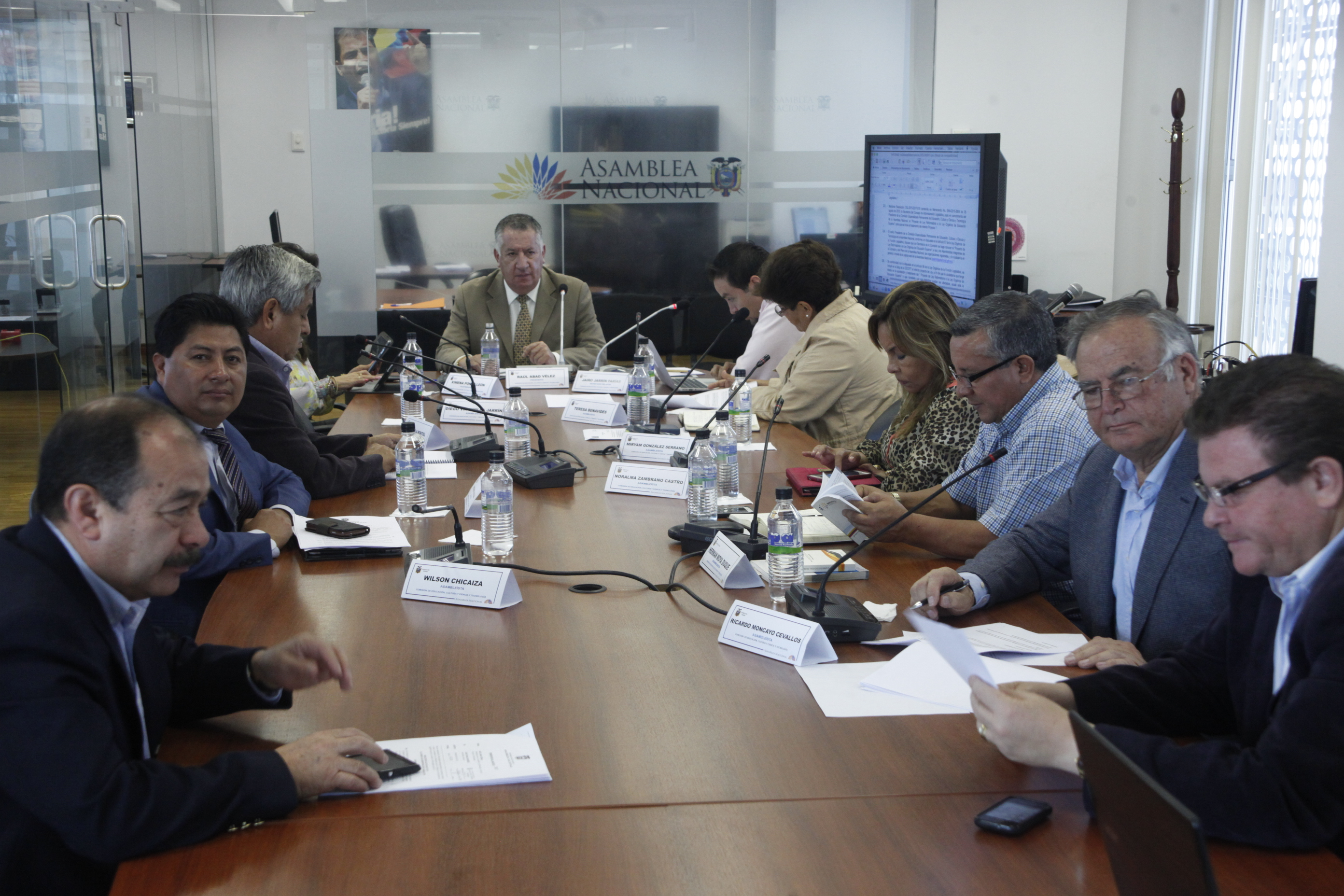

| Tipo de programa | Lengua materna de los alumnos | Lengua de enseñanza                      | Objetivo social y educativo        | Objetivo lingüístico                              |
| ---------------- | ----------------------------- | ---------------------------------------- | ---------------------------------- | ------------------------------------------------- |
| Sumersión        | Lengua minoritaria            | Lengua mayoritaria                       | Asimilación                        | Monolingüismo en lengua mayoritaria               |
| Transitorio      | Lengua minoritaria            | Pasa de lengua minoritaria a mayoritaria | Asimilación                        | Monolingüismo relativo (bilingüismo substractivo) |
| Inmersión        | Lengua mayoritaria            | Bilingüe, con importancia inicial de L2  | Pluralismo y mejora                | Bilingüismo y biliteracidad                       |
| Mantenimiento    | Lengua minoritaria            | Bilingüe, con peso en L1                 | Mantenimiento, pluralismo y mejora | Bilingüismo y biliteracidad                       |

## La historia de la EIB en el continente americano
Las primeras escuelas públicas bilingües e interculturales se inician durante la Ilustración, concretamente en 1771 de la mano de Luis de Unzaga y Amézaga quien creará el primer sistema educativo público bilingüe del mundo, con escuelas interculturales español-francés en la Luisiana española, además en 1778 creará otras escuelas públicas en la recién creada Capitanía de Venezuela. Lo mismo haría, en español-francés, su cuñado Juan Antonio Riaño poco después en México. 
Con la independencia de los estados nacionales en Latinoamérica a principios del siglo XIX fue impuesto un modelo de unificación a base de la cultura criolla y la lengua castellana y portuguesa, respectivamente. Este sistema educativo alcanzó sólo las clases privilegiadas criollas o como mucho los mestizos de habla castellana o portuguesa.
No fue antes del siglo XX que se implementaron escuelas públicas para los pueblos indígenas con el objetivo de castellanizarles. El uso exclusivamente del castellano como idioma de enseñanza resultó en que los educandos indígenas no aprendieron casi nada. Los hablantes de las lenguas originarias fueron estigmatizados como indios - ciudadanos de segunda clase. Esto fomentó el abandono de esas lenguas, dejando los habladores y sus hijos en una situación sin cultura propia, no conociendo ni su cultura y lengua originaria ni el castellano.
El Instituto Lingüístico de Verano (ILV) con sede en Dallas (EE. UU.) fue la primera institución que desarrolló una educación bilingüe para educandos indígenas con el objetivo de evangelizarlos. Los primeros programas educativos bilingües del ILV empezaron en México y Guatemala desde los años 30, en el Ecuador y Perú desde mediados de los 40 y en Bolivia desde 1955.
Un objetivo de la Revolución Nacional de 1952 en Bolivia fue la asimilación de los pueblos indígenas a la sociedad nacional y por eso buscó alcanzar a las mismas con una educación adecuada. El ILV fue contratado para educar y castellanizar en las regiones amazónicas. En este modelo, el uso de las lenguas indígenas en los primeros grados de la escuela primaria sirvió para facilitar el aprendizaje del idioma castellano y preparar a los educandos para una escuela secundaria exclusivamente en castellano.
Los primeros programas educativos bilingües sin objetivo explícito de castellanización fueron desarrollados en los años sesenta, entre ellos un programa piloto de la Universidad Nacional Mayor de San Marcos aplicado en un área de habla quechua en Quinua (departamento de Ayacucho)[cita requerida]. Como parte de un Proyecto Nacional, en la Reforma Educativa Peruana de 1972, fue definida una Política Nacional de Educación Bilingüe. Perú, bajo el gobierno del general Juan Velasco Alvarado, fue el primer país latinoamericano que reconoció una lengua aborigen, el quechua, como idioma oficial. Sin embargo, ello fue solo un acto simbólico, y en las escuelas no se cambió casi nada, ante todo por la resistencia de un magisterio copado por apristas, acciopopulistas y maoístas; más aún en los gobiernos de Morales y Belaunde se desmontó los objetivos de la Reforma Educativa. En el año 2002 se creó la Ley 27818 para la Educación Bilingüe Intercultural y en el año 2003, la Ley General de Educación 28044, incorpora en su Artículo 20 la Educación Bilingüe Intercultural
En México fue creada en 1973 la Dirección General de Educación Indígena (DGEI), un subsistema de la Secretaría de Educación Pública sólo para indígenas, que incorpora el uso en la educación de los 56 idiomas indígenas reconocidos oficialmente. La Ley Federal de Educación de México de 1973 señalaba expresamente, que la enseñanza del castellano no fuera en detrimento de las identidades lingüísticas y culturales de los escolares indígenas.
Pese a declaraciones distintas, todos estos programas fueron desarrolladas como educación bilingüe de transición y un bilingüismo substractivo. Contribuían a la difusión del castellano como lengua común. Se trató de proyectos experimentales de cobertura y duración limitada que fueron posibilitados por apoyo internacional como por la Cooperación Técnica Alemana (GTZ) o la Agencia para el Desarrollo Internacional de los Estados Unidos (US-AID).
Con el desarrollo de movimientos indígenas en los años 70 y la reflexión sobre el multilingüismo y los proyectos de educación bilingüe apareció un modelo de mantenimiento y desarrollo de las lenguas nativas que incluyó aspectos culturales no meramente lingüísticos. Fue evidente la necesidad de considerar las diferencias en la vida cotidiana, las tradiciones y los conceptos del mundo. Por eso, desde inicios de los años 80 se comenzó a hablar de una educación bilingüe intercultural en América Latina.
Desde entonces, muchos países han promulgados leyes en las cuales reconocen derechos lingüísticos y culturales. En algunos países como en Argentina, Bolivia, Perú, Brasil, Colombia, Ecuador y México se realizaron reformas constitucionales.
En Argentina, el advenimiento de la democracia en 1983 trajo aparejado un proceso de reorganización de las organizaciones indígenas. En relación con la educación, comienza un período de reconocimiento por parte del Estado de la importancia de implementar una educación que contemple las diferencias socio-lingüísticas y culturales de los pueblos indígenas. Con la Reforma constitucional de 1994 se incorporaron derechos; con respecto a los pueblos originarios; se reconoce la preexistencia étnica y cultural de los pueblos indígenas argentinos, el respeto a su identidad, el derecho a una educación bilingüe e intercultural, la personería jurídica de sus comunidades, la propiedad comunitarias de las tierras que tradicionalmente ocupan y la participación en la gestión de sus recursos naturales. (art. 75, inc. 17). 
En la provincia de Santa Fe un trabajo pionero sobre educación bilingüe-intercultural fue el llevado a cabo por la investigadora Margot Bigot, en la comunidad Quom (toba) de los asentamientos de la ciudad de Rosario.
En la política educativa nacional Argentina la EIB se inicia a fines de los noventa con algunos proyectos específicos que luego derivaron en la propuesta de Programa Nacional de EIB cuya gestión se formalizó en 2004, con la Resolución ME N.º 549. Como consecuencia de la aplicación de la Ley de Educación Nacional, este Programa pasó a conformar, en 2006 una de las ocho modalidades del Sistema Educativo Argentino.
La  Educación Intercultural Bilingüe (EIB) en este país, garantiza el derecho constitucional de los pueblos indígenas. Plasmada en la Ley de Educación Nacional N.º 26.206 (capítulo XI, artículo 52), la EIB “promueve un diálogo mutuamente enriquecedor de conocimientos y valores entre los pueblos indígenas y poblaciones étnica, lingüística y culturalmente diferentes, y propicia el reconocimiento y el respeto hacia tales diferencias”.
En Argentina cada vez se hablan menos lenguas indígenas debido a que muchos pueblos han dejado de practicar sus propias lenguas, este abandono de los idiomas amerindios es multicausal. Según las antropólogas e investigadoras del CONICET Ana Carolina Hecht, Noelia Enriz y Mariana García Palacios “Argentina tiene 39 pueblos indígenas –M byá-Guaraní, Mocoví, Pilagá, Toba-qom, Wichí, Huarpe, Mapuche entre otros–, algunos son numerosos y otros más pequeños. Según las estimaciones del último censo poblacional (INDEC, 2010), de los 40 millones de habitantes, el 2,4 % se declara indígena, es decir, más de 950 mil personas” que, aunque están distribuidas en todo el país en zonas urbanas y rurales, la modalidad de Educación Intercultural Bilingüe no alcanza a la mayoría porque hasta la actualidad ésta solo ha sido destinada a poblaciones étnicamente marcadas.  
Actualmente, en la mayoría de países la EIB no alcanza a la mayoría de integrantes de los pueblos indígenas y se aplica solamente en la educación primaria. En algunos países como Bolivia, Colombia, Ecuador, México, la EIB debe comprender a todos los educandos de habla indígena, en el Paraguay a la población de todo el país.
En los años recientes en algunos otros países, sobre todo en Bolivia, se discute también una EIB con bilingüismo de doble vía. Esto comprende el aprendizaje obligatorio de por lo menos un idioma originario para toda la población nacional.
En relación con lo anterior, una crítica a la forma como es concebida la EIB en México la realiza María Bertely Busquets, quien llama a la educación intercultural bilingüe, tal como se aplica actualmente "educación de arriba para abajo", la investigadora propone una "educación de abajo hacia arriba", que implicaría involucrar a la población mayoritaria en una educación para el conocimiento y la convivencia con las culturas indígenas del país.
Por otro lado, la Asociación Nacional de Maestros de Educación Bilingüe Intercultural critica la EIB en el Perú por ser solamente un puente a la castellanización y monoculturalización y que la educación debería ser un sistema educativo propio de los indígenas, organizado por los maestros y sabios indígenas junto con sus pueblos.
En la mayoría de los países latinoamericanos como en México, Perú o Bolivia, la EIB está bajo control del ministerio de educación. Por el contrario, la EIB en el Ecuador fue administrada por las organizaciones indígenas regionales organizadas en ECUARUNARI y CONAIE desde un acuerdo entre el gobierno y el movimiento indígena y la creación de la DINEIB (Dirección Nacional de Educación Intercultural Bilingüe) en 1988. Así los indígenas nominaron a los maestros y directores, diseñaron el currículo y escribieron los libros de texto. Sin embargo, según investigaciones en 2008 aún no se había logrado un cambio fundamental en el retroceso de los idiomas originarios incluso el kichwa y el shuar. También en Otavalo y Cotacachi, donde hay una clase media kichwa y alcaldes indígenas, muchos jóvenes ya no hablan el kichwa, e incluso padres organizados en el movimiento indígena envían a sus hijos a escuelas hispanohablantes, pues las escuelas bilingües son mucho peor equipadas. En febrero de 2009, el presidente Rafael Correa decidió colocar la EIB bajo la autoridad del gobierno, recortando la autonomía del movimiento indígena en sus asuntos educativos. Mientras la CONAIE pugna contra esta decisión, el poeta kichwa Ariruma Kowii la defiende afirmando que la "dirigencia indígena intentó adoctrinar a los estudiantes para que siguieran la línea de acción política trazada por la organización".
En el Perú se vienen implementando políticas que benefician la preservación de la riqueza cultural, a través de un trabajo conjunto entre el Gobierno y el Ministerio de Educación. Esto tiene como fin último el lograr que la identidad de los pueblos originarios no se pierda.

## Universidades Interculturales en México
En septiembre de 2004 se abre la Universidad Intercultural del Estado de México, que se ubica en San Felipe del Progreso (Norte del estado de México), la primera en todo el país. Las Universidades Interculturales atienden estudiantes indígenas y no indígenas. De acuerdo con información de su página web, la UIEM tiene estudiantes Mazahuas, Otomíes, Matlazincas, Nahuas y Tlahuicas.
El 30 de octubre de 2006 se publica el Decreto de Creación de la Universidad Intercultural de la Zona Maya del Estado de Quintana Roo. Esta Universidad se localiza en la ciudad de José María Morelos, Quintana Roo.
Inicia actividades académicas en agosto de 2007 con tres programas educativos: Licenciatura en Lengua y Cultura; Licenciatura en Turismo Alternativo; e Ingeniería en Sistemas de Producción Agroecológicos. Casi el 100% de los estudiantes son de origen Maya, debido principalmente a que la Universidad se ubica en una región donde la población dominante es de origen Maya Yucateco. Después de un proceso de consulta y consenso con la comunidad, que tuvo una duración de casi tres años, se hace un cambio sustancial al Decreto de Creación, el cual se publica el 15 de abril de 2009. El nuevo Decreto presenta el nombre actual de: Universidad Intercultural Maya de Quintana Roo (UIMQRoo) y permite un andamiaje normativo y administrativo más acorde con las necesidades de una universidad inserta en un mundo globalizado sin perder su identidad intercultural.
El Rector Fundador de la UIMQRoo es el Dr. Francisco J. Rosado May, egresado de la Universidad de California, Santa Cruz, quien lo considera como uno de los 45 de sus egresados que han alcanzado logros altamente notables.
En el periodo rectoral del Dr Francisco J. Rosado May, la UIMQRoo considera que la educación intercultural es aquella que sucede en un ambiente seguro en el que diferentes formas de construcción de conocimiento coexisten en un contexto de valores glocales. De esta coexistencia se esperan sinergias que resulten en nuevo conocimiento, el intercultural. Este se considera como la definición de trabajo que ha permitido que el 100% de los egresados estén titulados, que se hayan registrado porcentajes de empleabilidad de egresados cercano al 90%, que la UIMQRoo haya sido la primera en lograr en cinco años que el 100% de los programas educativos evaluables tengan el nivel más alto de calidad, nivel I, otorgado por los Comités Interinstitucionales de Evaluación de la Educación Superior, que haya un porcentaje elevado de egresados estudiando posgrado y que un porcentaje alto de estudiantes haya tenido experiencia de intercambio académico nacional e internacional con financiamiento externo. Asimismo se sentaron las bases y el recurso para alcanzar en 2015 la certificación total con ISO 9001-2008.

## La modalidad de educación intercultural bilingüe en el sistema educativo argentino
A partir de la Ley de Educación Nacional del año 2006 (Cap. IX, arts. 52 a 54), la Educación Intercultural Bilingüe (EIB) comienza institucionalmente a formar parte del sistema educativo nacional como una de las ocho modalidades que este reconoce junto a los tres niveles de educación obligatoria (Inicial, Primaria y Secundaria) y el nivel de Educación Superior. De acuerdo con ello, se entiende que: 
La Educación Intercultural Bilingüe es la modalidad del sistema educativo de los niveles de Educación Inicial, Primaria y Secundaria que garantiza el derecho constitucional de los pueblos indígenas, conforme al Art. 75, inc. 17 de la Constitución Nacional, a recibir una educación que contribuya a preservar y fortalecer sus pautas culturales, su lengua, su cosmovisión e identidad étnica; a desempeñarse activamente en un mundo multicultural y a mejorar su calidad de vida. Asimismo, la Educación Intercultural Bilingüe promueve un diálogo mutuamente enriquecedor de conocimientos y valores entre los pueblos indígenas y poblaciones étnica, lingüística y culturalmente diferentes, y propicia el reconocimiento y el respeto hacia tales diferencias (Cap. XI, art. 52).  (Serrudo, 2011)
De esta manera la Modalidad de Educación Intercultural Bilingüe entiende la Interculturalidad y el bilingüismo desde la complejidad que presenta el cambiante mundo actual en relación con la heterogeneidad lingüística y cultural de nuestras poblaciones

### Fines de la Educación intercultural bilingüe
a) Generar estrategias y líneas de acción que permitan visualizar la problemática de la EIB en el interior del sistema educativo. 
b) Garantizar las condiciones para promover y asegurar el derecho a la educación de los niños, jóvenes y adultos indígenas.
c) Formar adecuadamente a sus docentes. 
d) Fortalecer la modalidad en el Ministerio nacional y en los ministerios de cada una de las jurisdicciones. 
e) Promover la participación indígena real y efectiva como mecanismo de consulta permanente.

### Marco normativo
a) la sanción de la Constitución Nacional de 1994, que reconoce el derecho a una educación bilingüe e intercultural;
b) la Resolución 107/99 del Consejo Federal de Cultura y Educación (CFCyE), que aprueba las pautas orientadoras para la EIB;
c) la ley 26.206, de diciembre de 2006, que consagra la EIB como una de las ocho modalidades del sistema educativo; 
d) la Resolución 1119 del Ministerio de Educación Nacional (MEN), del 12 de agosto de 2010, que reconoce al CEAPI como entidad representativa de los pueblos indígenas con función consultiva y de asesoramiento ante el Ministerio de Educación Nacional y el Consejo Federal de Educación (CFE);
e) la resolución 119 del CFE, del 30 de septiembre de 2010, que aprueba el documento de lineamientos generales para la implementación de la Modalidad de EIB.

### Educación Intercultural Bilingüe en Tucumán
Una de las tareas que realiza el equipo de Educación Intercultural Bilingüe en la provincia de Tucumán es el trabajo territorial, a través del cual se visitan diferentes escuelas para acompañar y brindar a los docentes materiales que enriquezcan la educación intercultural. También buscan potenciar aprendizajes desde el respeto y la valorización de la historia y la cultura de los estudiantes.
Durante el 2015, el equipo se centró en el Departamento de Tafí del Valle, mientras que en el 2016 surgió la necesidad de ampliar este recorrido a zonas como Trancas, Lules y la zona de alta montaña, entre otras.

## Educación intercultural bilingüe Amazónico

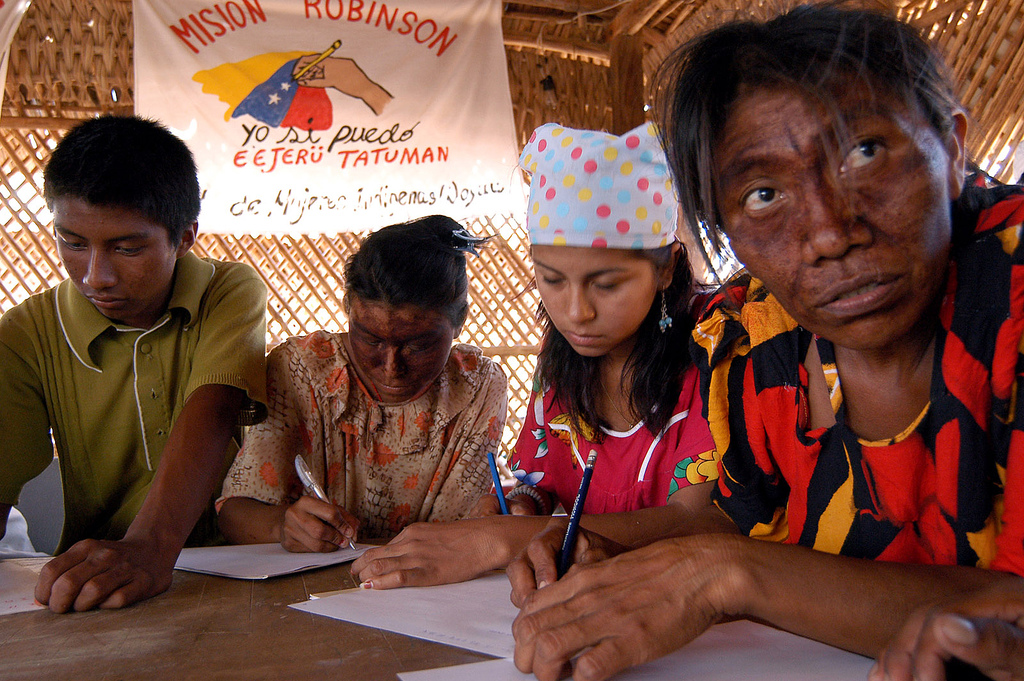
Indígenas wayúu aprender a escribir

El 18 de septiembre de 1979 fue creado el proyecto de educación intercultural a través del decreto 283, el cual tuvo como principio la preservación de las lenguas indígenas a través de una educación inclusiva, con el fin de que las comunidades indígenas sean escolarizadas según las propuestas de las instituciones. Según algunos estudiosos de la década de los 70, como Esteban Emilio Monsonyi, el plan era ¨civilizar¨ a los pueblos indígenas en las regiones rurales de Venezuela. Sobre todo en los estados en los que habitan dichas comunidades como Zulia, Amazonas, Apure, Delta Amacuro, Bolívar, Sucre, Anzoátegui y Monagas.
En 1999 se aprobó una nueva Constitución venezolana en la que se incluyeron los derechos sociales y culturales de las comunidades indígenas venezolanas. A partir del capítulo VIII, desde los artículos 119 hasta el 126 se incluyeron los aspectos relacionados con los Derechos de los Pueblos Indígenas. De esa forma las particularidades sociales, culturales e identitarias de los grupos indígenas serían reconocidas en el territorio nacional, sobre todo en los estados y regiones en los que habitan, por lo tanto cada lengua a nivel regional deben ser reconocidas como lenguas oficiales. A partir de dicho reconocimiento, la Educación Intercultural Bilingüe tomó auge con los programas que desarrolló el Ministerio del Poder Popular para la Educación (ME), el cual se encargaría de crear materiales educativos tomando en cuenta los aspectos culturales de cada comunidad indígena.

## Educación intercultural bilingüe en Paraguay

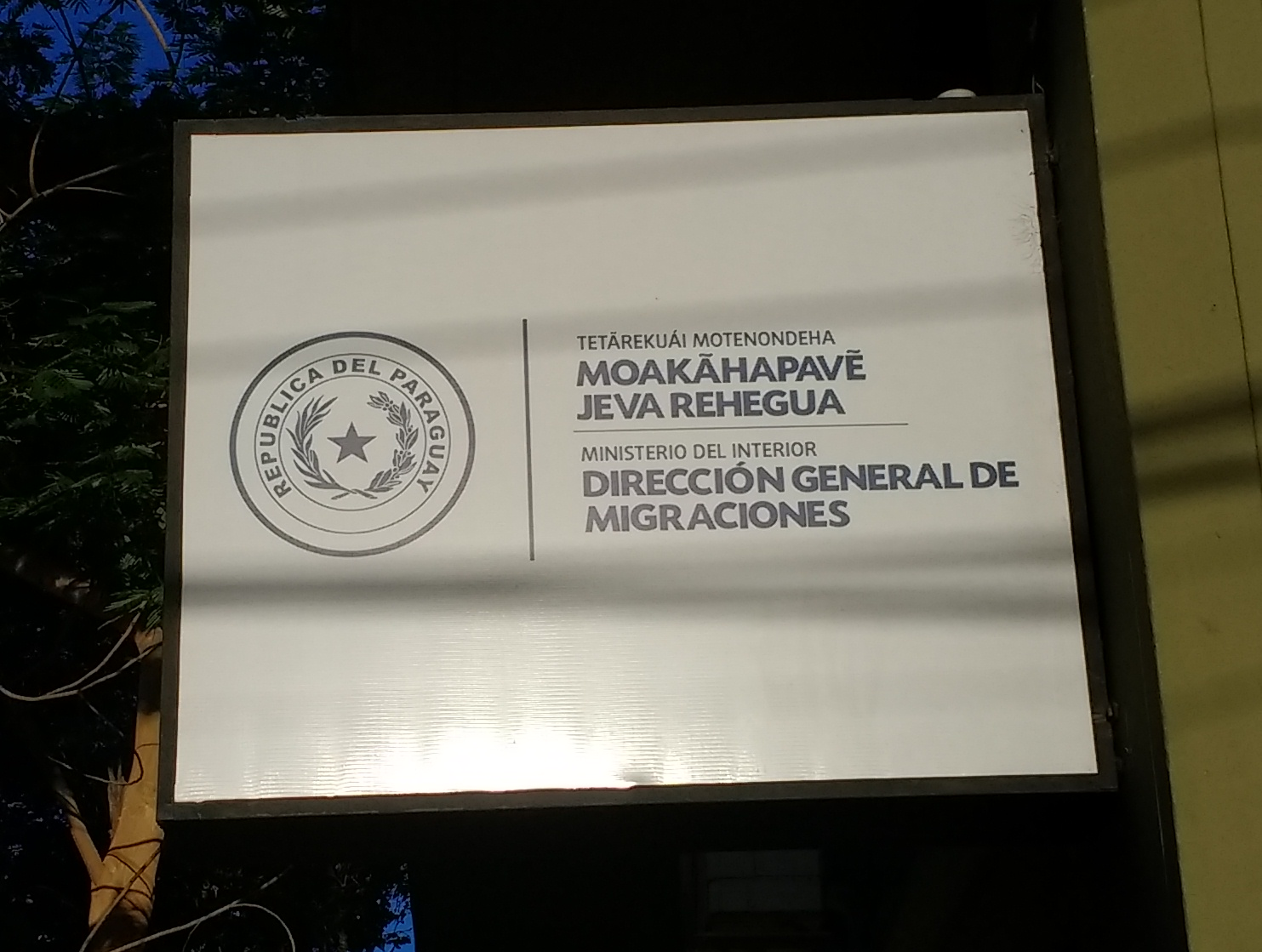
El uso del guaraní en instituciones gubernamentales

La interculturalidad bilingüe en el Paraguay surge del biliguismo existente entre el castellano (español) y el guaraní, idiomas oficiales de la República del Paraguay. El guaraní, una lengua predominante en la sociedad paraguaya, que forma parte de una de las lenguas de las 5 familias inguísticas de 17 variados grupos étnicos, sigue en constante uso y, tanto es así que, trae consigo inserto la cultura guaraní, los mitos, las leyendas, los dichos populares, entre otros muchos aspectos que conforman el gran tesoro nacional de Paraguay.
En el Paraguay, el inicio del proceso escolar se dará en la lengua materna del educando, pudiendo éste ser en guaraní o castellano; sin embargo, se instruirá ambos idiomas, a lo largo del proceso educativo, ya que el guaraní, como materia escolar, forma parte del curriculum nacional, del sistema educativo paraguayo.
El paraguayo promedio se desenvuelve en guaraní, ya que, como idioma de confianza, se da en la sociedad paraguaya, a lo largo y ancho del territorio nacional, para realizar compras, intercambiar bienes, emitir órdenes, implementar en discursos políticos, etc. Es así que su uso se extiende a varios contextos, formales e informales, y se lo puede encontrar en los nombres de afamados aeropuertos, locales comerciales, restaurantes, instituciones gubernamentales, municipales, recintos privados, etc.